# Hylexetastes
Hylexetastes là một chi chim trong họ Furnariidae.